# Simitrio
Simitrio és una pel·lícula mexicana estrenada el 1960 dirigida per Emilio Gómez Muriel, també coautor del guió.

## Sinopsi
Cipriano és un mestre gairebé cec i rondinaire, però molt dedicat i amb bon cor, que ha de bregar amb un grup d'alumnes força entremaliats i gairebé incorregibles. Un d'ells, Simitrio, ha de faltar a l'escola i encarrega a un altre alumne, Luis Angel, que avisi al mestre. Però aquest no ho fa i cometen moltes malifetes en nom de Simitrio. L'actitud dels nois canvia quan s'assabenten que el mestre serà acomiadat.

## Repartiment
- José Elías Moreno - Cipriano
- Javier Tejada - Luis Angel
- Carlos López Moctezuma - Don Fermín

## Premis
Medalles del Cercle d'Escriptors Cinematogràfics
| Any  | Categoria                          | Pel·lícula | Resultat   |
| ---- | ---------------------------------- | ---------- | ---------- |
| 1961 | Millor pel·lícula hispanoamericana | -          | Guanyadora |

Premi Perla del Cantàbric al Festival Internacional de Cinema de Sant Sebastià 1960